# Max Schencking
Max Schencking (* 14. Mai 1887 in Gut Grotehof bei Riesenbeck; † 7. Januar 1933 in Recklinghausen) war ein preußischer Landrat.

## Leben
Schencking wurde als Sohn der Eheleute Carl Schencking und Anna Maria Sophie Grotemeyer geboren.
Am Gymnasium in Rheine erwarb Max Schencking Ostern 1908 das Abitur, studierte anschließend Rechts- und Staatswissenschaften an den Universitäten München, Paris, Kiel, Leipzig und Münster und wurde am 3. Oktober 1911 Gerichtsreferendar am Oberlandesgericht Hamm.
Seinen Militärdienst leistete er als Einjährig-Freiwilliger beim Kurmärkischen Dragoner Regiment Nr. 14 in Colmar im Elsass. Er nahm am Ersten Weltkrieg teil und war Leutnant der Reserve.
Am 17. Dezember 1920 wurde er Gerichtsassessor beim Amtsgericht Warendorf und Landgericht Münster und am 16. Mai 1921 an die Regierung Arnsberg als Justitiar überwiesen. Am 9. November 1922 wurde er mit der kommissarischen Verwaltung des Landratsamtes Arnsberg beauftragt und am 1. Mai 1923 definitiv zum Landrat des Kreises Arnsberg ernannt. Im Oktober 1927 wurde er kommissarischer Landrat in Recklinghausen und am 28. November 1927 definitiv Landrat des Kreises Recklinghausen. Er starb während seiner Amtszeit an den Folgen einer Operation.
Er war Mitglied des Zentrums und von 1930 bis 1933 Mitglied des Westfälischen Provinziallandtages.
Schencking heiratete am 20. September 1917 in Münster Käthe Stroethmann. Aus der Ehe gingen ein Sohn und eine Tochter hervor.

## Schriften
- Die kommunale Neugliederung im Vest Recklinghausen. In: Vestischer Kalender, Jg. 1930, S. 16–17.